# Міжпланетний політ
Міжплане́тний космі́чний полі́т (міжплане́тна по́дорож) — подорож між планетами, як правило, у межах однієї планетної системи. У практиці людства поняття космічний політ такого типу означає реальний чи гіпотетичний переліт між планетами Сонячної системи. Складова частина гіпотетичних проєктів колонізації космосу людством.

## Практичні досягнення в галузі міжпланетних подорожей
Дистанційно керовані космічні зонди (автоматичні міжпланетні станції, АМС) пролітали поблизу всіх планет Сонячної системи від Меркурія до Нептуна. Зонд «Нью-Горайзонс», запущений до дев'ятої на той момент планети — Плутона, пролетів повз цю карликову планету 2015 року. Зонд «Dawn» нині перебуває на орбіті карликової планети Церера.
Найвіддаленішим космічним апаратом є «Вояджер-1», який, імовірно, все ж залишив Сонячну систему, ще 4 апарати — «Піонер-10», «Піонер-11», «Вояджер-2» і «Нью-Горайзонс» продовжують свій політ до меж системи і через певний час також покинуть її.
Загалом місії штучних супутників інших планет і спускні апарати дозволяють отримати значно докладнішу й повнішу інформацію, ніж пролітні місії. Космічні зонди виведено на орбіти навколо всіх п'яти планет, відомих з давніх часів: спершу Марса («Марінер-9», 1971), потім Венери («Венера-9», 1975; атмосферні зонди і спускний апарат досягли планети раніше), Юпітера («Галілео», 1995), Сатурна («Кассіні — Гюйгенс», 2004), Меркурія (MESSENGER, березень 2011 року), і передали цінні наукові відомості про планети та їхні супутники.
Декілька місій проводили зближення з астероїдами та карликовими планетами: NEAR Shoemaker 2000 року вийшов на орбіту великого навколоземного астероїда 433 Ерос, і здійснив посадку. Японська станція «Хаябуса» з іонним двигуном 2005 року вийшла на орбіту невеликого навколоземного астероїда 25143 Ітокава, зблизилася з ним і повернула зразки з його поверхні на Землю. АМС «Dawn» з іонним двигуном побувала на орбіті великого астероїда Веста (липень 2011 — вересень 2012) і потім перелетіла на орбіту навколо карликової планети Церера (березень 2015 року).
Дистанційно керовані апарати «Вікінг», Pathfinder і марсоходи Mars Exploration Rover та «К'юріосіті» висадилися на поверхні Марса, кілька космічних апаратів серій «Венера» та «Вега» досягли поверхні Венери. Зонд «Гюйгенс» успішно приземлився на супутнику Сатурна Титані.
Досі не робилося пілотованих місій для досягнення планет Сонячної системи. Програма НАСА «Аполлон» дала дванадцяти астронавтам змогу відвідати поверхню супутника Землі — Місяця і повернутися на Землю. Існувало кілька програм НАСА: «Сузір'я» (відправлення людини на Марс) та пілотований обліт Венери, але їх обидві скасовано (у 2010 та наприкінці 1960-х років).

## Причини міжпланетних подорожей
Високі витрати та ризик міжпланетних подорожей привертають увагу населення. Низка місій зіткнулися з різними несправностями або повним виходом з ладу безпілотних зондів, наприклад Марс-96, Deep Space 2 і Бігль-2.
Багато астрономів, геологів та біологів вважають, що вивчення Сонячної системи дає знання, яке не можна отримати лише за допомогою спостережень із поверхні Землі або з земної орбіти. Існують різні точки зору щодо того, чи принесуть пілотовані місії корисний науковий внесок; деякі вчені вважають, що автоматичні зонди дешевші і безпечніші, тоді як інші стверджують, що космонавти за допомогою порад від земних вчених зможуть реагувати більш гнучко і розумно на нові або несподівані особливості досліджуваних регіонів.
Ті, хто оплачує витрати на подібні місії (передусім у державному секторі), найімовірніше, будуть зацікавлені у вигоді для себе або для людства в цілому. Поки що перевагами такого підходу стали лише різні «побічні» технології, які спочатку розроблено для космічних польотів, але потім згодилися в інших видах діяльності.
Інші практичні мотиви для міжпланетних подорожей є спекулятивнішими, оскільки сучасні технології ще мало розвинені для підтримки тестових проєктів. Письменникам, які працюють у жанрі наукової фантастики, іноді вдається прогнозувати майбутні технології — наприклад, передбачено геостаціонарні супутники зв'язку (Артур Кларк) та деякі аспекти комп'ютерних технологій (Мак Рейнольдс).
Багато науково-фантастичних оповідань (зокрема, історії Бена Бови серії «Гранд Тур») докладно описують, як люди могли б видобувати корисні мінерали з астероїдів або отримувати енергію різними способами, зокрема, використовуючи сонячні батареї на орбіті (де їм не заважають хмари та атмосфера). Дехто вважає, що лише такі технології можуть стати єдиним способом забезпечення зростання рівня життя без зайвого забруднення чи виснаження ресурсів Землі (наприклад, зниження рівня видобутку викопних енергоносіїв — так званий пік нафти — передбачено за десятиліття до його початку).
Зрештою, колонізація людством інших частин Сонячної системи дозволить запобігти вимиранню людства в ході тієї чи іншої потенційної катастрофічної для Землі події, багато з яких є невідворотними (див. статтю Загибель людства). Серед можливих подій — зіткнення з великим астероїдом, один із яких, ймовірно, раніше посприяв Крейдовому вимиранню. Хоча й опрацьовуються різні системи моніторингу астероїдних загроз та планетарного захисту, поточні методи виявлення та боротьби з астероїдами залишаються надзвичайно дорогими, сирими, непропрацьованими та малоефективними. Наприклад, вуглисті хондрити мають дуже низьке альбедо, що сильно ускладнює їх виявлення. Хоча вуглисті хондрити вважають рідкісними, деякі з них дуже великі і їх підозрюють в участі в масових вимираннях великих видів. Так, найбільший за своїми наслідками Чиксулуб, можливо, був вуглистим хондритом.
Деякі вчені, серед яких члени Space Studies Institute (Прінстонський університет), стверджують, що в довгостроковому плані переважна більшість людей зрештою житимуть у космосі.

## Енергетика міжпланетного польоту
Одним із основних завдань у практичних міжпланетних подорожах залишається отримання дуже великих змін швидкості, необхідних для подорожей від одного тіла до іншого в рамках Сонячної системи.
Через гравітаційне тяжіння Сонця, космічний корабель, що рухається орбітою далі від Сонця, має нижчу швидкість, ніж космічний апарат, що рухається на ближчій орбіті. Крім того, всі планети містяться на різних відстанях від Сонця, планета, з якої космічний апарат стартує, і планета призначення рухаються з різними швидкостями (відповідно до третього закону Кеплера). Через ці причини, космічний корабель при польоті до планети, розташованої ближче до Сонця, має значно зменшити свою орбітальну швидкість, щоб досягти мети, тоді як польоти до віддаленіших планет вимагають суттєвого збільшення швидкості корабля відносно Сонця. Якщо космічний корабель повинен не просто пролетіти повз планету, а вийти на орбіту навколо неї, при зближенні він має вирівняти власну швидкість зі швидкістю планети, на що також потрібно витратити значні зусилля.
Прямолінійний підхід до подібного завдання — спроба прискорення найкоротшим маршрутом до цілі і зміна швидкості біля цілі — вимагає надто великих обсягів палива. І паливо, необхідне для таких змін швидкості, слід запустити зі самим кораблем, тому буде потрібно ще більше палива на відліт корабля до цілі, і ще більше — на виведення корабля й палива на початкову навколоземну орбіту. Розроблено кілька методів зниження потреби в паливі для міжпланетних подорожей.
Наприклад, космічний корабель, що вирушає з низької навколоземної орбіти до Марса за допомогою класичної перелітної (гоманівської) траєкторії спершу має збільшити швидкість на 3,8 км/с (параметр, званий характеристичною швидкістю орбітального маневру), здійснити багатомісячний переліт, потім, після перехоплення Марса, він має зменшити швидкість ще на 2,3 км/с для того, щоб зрівнятися з орбітальною швидкістю Марса навколо Сонця та увійти на орбіту навколо планети. Для порівняння, запуск космічного корабля на низьку навколоземну орбіту вимагає зміни швидкості на величину близько 9,5 км/с.

### Гоманівські траєкторії
Протягом багатьох років під економічними міжпланетними польотами мали на увазі використання гоманівських перехідних траєкторій. Гоман довів, що в орбітальній механіці маршрутом перельоту між двома орбітами з найменшими витратами енергії є еліптична орбіта, що утворює дотичну до початкової та цільової орбіт. У випадку міжпланетних польотів до віддаленіших планет це означає, що космічний корабель стартує з орбіти, близької до орбіти Землі навколо Сонця так, щоб друга зміна швидкості відбулася в афелії, тобто у протилежній від старту точці відносно Сонця. Космічний корабель, який використовує такий маршрут під час подорожі із Землі на Марс, витратить на політ близько 8,5 місяців. Правильно спланований маневр дозволить досягти орбіти Марса поблизу моменту проходження планетою точки другої зміни швидкості, що дозволить одразу вийти на орбіту навколо планети.
Подібні розрахунки гоманівських перельотів застосовні до будь-яких пар орбіт, наприклад, це найпоширеніший спосіб відправлення супутників на геостаціонарну орбіту, після їх виведення на низьку навколоземну опорну орбіту. Гоманівський переліт займає час, близький до половини періоду обертання зовнішньої орбіти, що в разі зовнішніх планет складе більше кількох років і малопрактично для пілотованих польотів через питання збереження корисного навантаження. Також переліт заснований на припущенні, що в точках початку та кінця маневру відсутні великі тіла, що правильно при зміні навколоземних орбіт, але потребує складніших розрахунків при міжпланетних польотах.

### Гравітаційна праща

Надзвичайно спрощене пояснення ефекту гравітаційної пращі: космічний корабель, що наближався до планети зі швидкістю V, зможе отримати приріст швидкості не більше, ніж дворазова швидкість планети U

Маневр гравітаційної пращі використовує гравітацію планет та їхніх супутників для змінювання швидкості та напрямку польоту космічного корабля без використання палива. Типово в маневрі використовують проліт поблизу третьої планети, яка зазвичай розташована між орбітами відправлення та призначення, за якого змінюється напрямок польоту. Завдяки приросту швидкості загальний час руху значно скорочується, або до кінцевої точки доставляється більший вантаж. Прикладом використання пращі є два апарати програми «Вояджер», які використовували серію маневрів біля кількох зовнішніх планет Сонячної системи. У внутрішній частині Сонячної системи такі маневри використовувати складніше, хоча їх застосовують при прольотах повз прилеглі планети, наприклад, Венеру, а іноді навіть використовують Місяць для початку польоту до зовнішніх планет.
Маневр пращі може змінити швидкість корабля тільки відносно третього, не залученого до маневру об'єкта, спільного центра мас або Сонця. Під час маневру відносні швидкості корабля і об'єкта, що облітається, не змінюються, наприклад, якщо корабель підлетів до Юпітера з певною швидкістю відносно нього, то й залишить Юпітер він з тією ж швидкістю. Однак завдяки додаванню швидкості віддалення від Юпітера зі власною орбітальною швидкістю планети, відбувається зміна напрямку польоту та швидкості апарата. Сонце не можна використати для міжпланетного маневру гравітаційної пращі, оскільки зірка практично нерухома відносно решти системи, що обертається навколо Сонця. Це можна використати лише в гіпотетичних польотах за межі сонячної системи, щоб послати космічний корабель або зонд в іншу частину галактики, оскільки Сонце обертається навколо центра галактики Чумацький Шлях.

### Маневр Оберта
Маневр Оберта полягає в увімкненні двигунів апарата в момент або поблизу найбільшого зближення з планетою (у перицентрі). Використання двигуна при заході в гравітаційний колодязь дозволяє отримати виграш у підсумковому прирості швидкості апарата, завдяки перетворенню додаткової частини кінетичної енергії використаного палива в кінетичну енергію апарата. Вимагає порівняно близького зближення з великим тілом і використання двигуна з високою тягою, не підходить для апаратів, забезпечених лише двигунами низької тяги, наприклад, іонними.

### Хаотичні орбіти
За часів розрахунків Гоманна (1925 рік) не було доступних високопродуктивних обчислювальних систем, вони залишалися повільними, дорогими і ненадійними під час розробки маневрів гравітаційної пращі (1959). Останні досягнення в галузі обчислювальної техніки дозволили вивчити можливості використання особливостей гравітаційних полів, створюваних багатьма астрономічними тілами, та обчислити дешевші траєкторії. Наприклад, розраховано потенційні маршрути польотів між областями поблизу точок Лагранжа різних планет, організовані в так звану міжпланетну транспортну мережу. Подібні нечіткі, хаотичні орбіти в теорії потребують значно менші кількості енергії й палива, ніж класичні перельоти, проте вони існують лише між деякими планетами, у певні моменти часу і вимагають дуже багато часу. Вони не надають значних покращень для перельотів з живими істотами на борту корабля або дослідницьких місій, проте, теоретично, можуть бути цікавими для великотоннажних перевезень малоцінних товарів, у разі, якщо людство розвинеться у справді міжпланетну цивілізацію. Зазвичай, такими орбітами рухаються деякі астероїди.

### Аерогальмування
Аерогальмування використовує атмосферу цільової планети як спосіб знизити швидкість космічного апарата. Вперше таке гальмування використано в програмі «Аполлон», коли повертаний апарат не входив на навколоземну орбіту, а здійснював s-подібний у вертикальному профілі маневр зниження (спочатку крутий спуск, потім вирівнювання, потім підйом і подальше повернення до спуску) в атмосфері Землі, для зменшення своєї швидкості до рівня, на якому для забезпечення посадки можна скористатися парашутною системою. Аерогальмування не вимагає наявності щільної атмосфери — наприклад, більшість апаратів, що спускаються на Марс, використовують цю техніку, попри те, що марсіанська атмосфера дуже розріджена, тиск біля поверхні становить 1/110 від земного.

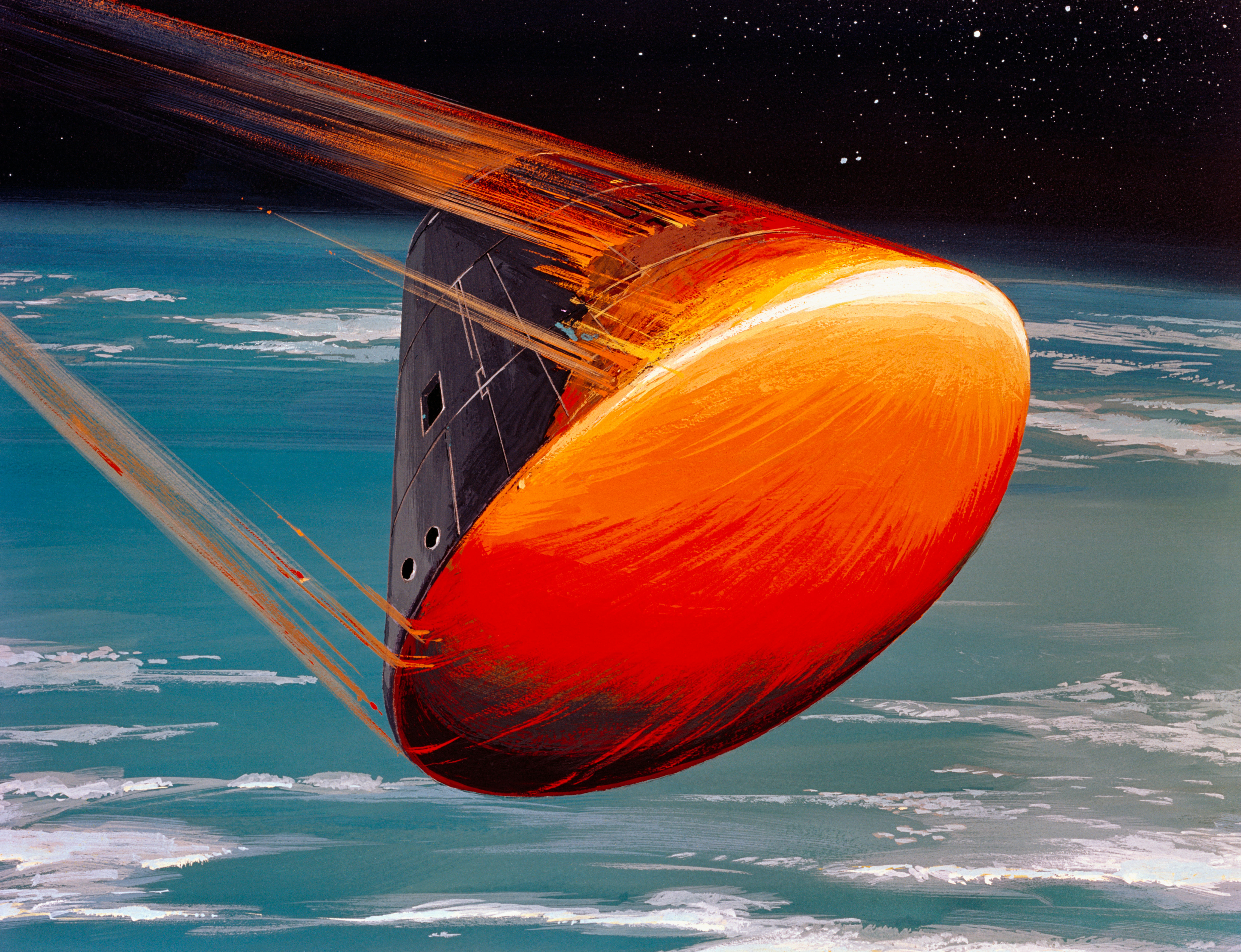
Зображення художника: командний модуль Аполлон входить у атмосферу з великим кутом атаки

Аеродинамічне гальмування космічного апарата перетворює кінетичну енергію на тепло, тому часто вимагає складних теплозахисних екранів для захисту корабля від перегріву. Як наслідок, аеродинамічне гальмування виправдано лише в тих випадках, коли кількість додаткового палива, необхідного для перевезення теплозахисного екрана до точки призначення, менша, ніж кількість палива, яке знадобилося б для отримання гальмівного імпульсу за допомогою двигунів. Окремі вчені вважають, що цю проблему можна вирішувати, створюючи екрани з матеріалів, що містяться поблизу точки призначення, забуваючи про проблеми збирання таких матеріалів.

## Поліпшення технологій двигунів
З метою економії палива та прискорення подорожей, порівняно з гоманівськими перельотами, запропоновано декілька технологій. Більшість пропозицій все ще залишаються теоретичними, проте в місії Deep Space 1 успішно випробувано йонний двигун. Ці вдосконалені технології поділяються на:
- Космічні рушійні установки з покращеною економією палива. Такі системи дозволили б пересуватися швидше, зберігаючи при цьому вартість палива в допустимих межах.
- Використання зовнішніх ресурсів, наприклад, сонячної енергії, або місцевих матеріальних ресурсів, щоб уникнути або мінімізувати дорогі завдання з транспортування компонентів та палива з поверхні Землі, за яких потрібно долати значну земну силу тяжіння (див. розділ «Використання космічних ресурсів»).

Крім прискорення перельотів, такі покращення дозволять збільшити «запас міцності» завдяки скороченню необхідності виготовлення якомога легших космічних кораблів.

### Удосконалена концепція ракети
Всі ракетні концепції так чи інакше обмежені ракетним рівнянням, яке встановлює доступну характеристичну швидкість (найбільша зміна швидкості корабля) як функцію від питомого імпульсу (ефективної швидкості витікання робочого тіла), початкової маси корабля (М0, включно з масою палива) і кінцевої маси (М1, маса корабля без палива). Основним наслідком цієї формули, яку вивів Ціолковський, є те, що швидкості перельотів, які більш ніж у кілька разів перевищують швидкість витікання робочого тіла ракетного двигуна (відносно корабля), швидко стають практично недосяжними.

#### Ядерно-теплові та сонячні ракети

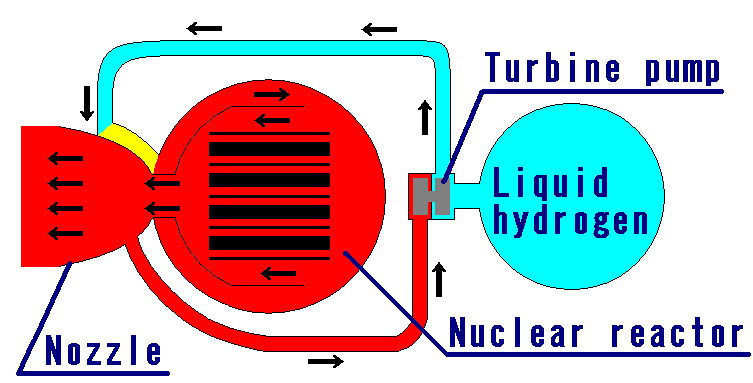
Ескіз ракети з ядерним тепловим двигуном

У ядерному ракетному двигуні або сонячно-тепловій ракеті робочим тілом, як правило, є водень, що нагрівається до високої температури, і випускається через ракетне сопло для створення тяги. Теплова енергія замінює хімічне джерело енергії — реакцію горіння палива в окиснику — традиційних ракетних двигунів. Завдяки низькій молекулярній масі і, отже, високій тепловій швидкості водню ці двигуни принаймні вдвічі ефективніше використовують паливо, ніж хімічні двигуни, навіть за врахування маси ядерного реактора.
Комісія з атомної енергії США та НАСА випробували кілька варіантів ядерних теплових двигунів у 1959—1968 роках. НАСА розробила ці двигуни для заміни верхніх ступенів ракет Сатурн V, але випробування показали проблеми з надійністю, переважно спричинені вібрацією та перегрівом під час роботи на високих рівнях тяги. Політичні та екологічні міркування ускладнили застосування подібних двигунів у найближчому майбутньому, оскільки ядерні теплові двигуни корисні поблизу земної поверхні, але наслідки збою можуть бути катастрофічними. Двигуни на основі реакції поділу дають нижчу швидкість робочого тіла, ніж електричні та плазмові двигуни, описані нижче, і підходять тільки для застосувань, що вимагають високого відношення тяги до ваги, наприклад, при зльоті або відльоті від планети.

#### Електричні двигуни
Електрорушійні системи використовують зовнішні джерела енергії, такі як ядерний реактор або сонячні батареї, для вироблення електрики. Потім ця енергія витрачається для прискорення хімічно інертного палива до швидкостей, які значно перевищують швидкості закінчення продуктів згоряння в традиційних хімічних ракетних двигунах. Такі двигуни виробляють порівняно невисоку тягу і, отже, непридатні для швидкого маневрування або запуску з поверхні планети. Але вони настільки економні у використанні реактивної маси (робочого тіла), що можуть продовжувати працювати безперервно протягом багатьох днів або тижнів, тоді як хімічні двигуни використовують паливо та окисник настільки швидко, що можуть діяти від кількох десятків секунд до хвилин. Навіть політ до Місяця з сучасними йонними двигунами може бути досить довгим, щоб продемонструвати їхню перевагу над хімічними двигунами (місіям Аполлон знадобилося по 3 доби для перельоту від Землі до Місяця і назад).
Міжпланетна станція НАСА Deep Space 1 успішно випробувала прототип іонного двигуна, який пропрацював сумарно 678 днів і дав зонду змогу наздогнати комету Бореллі, що було б неможливим за використання хімічних двигунів. Dawn став першим апаратом НАСА, який використовує іонний двигун як основний, він застосовувався для вивчення великих астероїдів головного поясу 1 Церера і 4 Веста. Іонний двигун із ядерним живленням планувався в 2010-х роках для безпілотної місії до Юпітера Jupiter Icy Moons Orbiter (JIMO). Через зміну пріоритетів НАСА в бік пілотованих космічних польотів, 2005 року проєкт утратив фінансування. Аналогічну місію зараз обговорюють для спільного проєкту НАСА/ЄКА з метою дослідження супутників планет-гігантів: Європи та Ганімеда.

#### Ракети, що використовують енергію ядерних реакцій
Електрореактивні двигуни показали свою застосовність у міжпланетних перельотах, проте вони використовували сонячну енергію, що обмежує їхню здатність працювати далеко від Сонця, а також обмежує їхнє максимальне прискорення через масу та крихкість джерела електроживлення. Ядерно-електричні або плазмові двигуни, що працюють протягом тривалого часу на малій тязі і живляться електрикою від ядерних реакторів (які використовують ланцюгову реакцію поділу важких ядер), теоретично можуть розвинути значно більшу швидкість, ніж транспортні засоби на хімічному паливі.

#### Ракети, що використовують енергію термоядерних реакцій
Теоретичні термоядерні ракетні двигуни мають працювати за рахунок використання енергії термоядерних реакцій (злиття легких ядер таких елементів, як дейтерій, тритій, гелій-3). Порівняно з ядерними реакторами поділу, злиття ядер дає перетворення близько 1 % початкової маси палива на енергію, що є енергетично вигіднішим, ніж 0,1 % перетворюваної на енергію маси в реакціях поділу ядер. Однак двигуни як на ядерних, так і на термоядерних реакціях можуть, у принципі, досягти швидкостей значно вищих, ніж необхідно для застосування в дослідженні Сонячної системи, при цьому, термоядерні генератори енергії все ще не досягли практично застосовних рівнів енерговиділення навіть на Землі.
Одним із проєктів на базі термоядерних двигунів був проєкт Дедал. Іншу систему, на основі реакції дейтерій-тритій-3 та використання водню як робочого тіла, опрацьовували в рамках проєкту пілотованих досліджень Сонячної системи «Дисковері II» (команда з дослідницького центру Гленна НАСА). У проєкті планувалося досягти характеристичних швидкостей понад 300 км/с із прискоренням ~1.7·10−3 g для початкової маси корабля ~1700 тонн та частки корисного навантаження вище 10 %.

### Сонячні вітрила
Сонячні (фотонні) вітрила використовують імпульс частинок світла, що відбиваються від спеціального вітрила. Цей ефект радіаційного тиску світла на поверхню порівняно малий і зменшується за законом квадрату відстані від Сонця, але, на відміну від багатьох класичних рушійних установок, сонячні вітрила не вимагають палива. Тяга невелика, але доступна, поки Сонце продовжує світити і розгорнуте вітрило.
Хоча в багатьох наукових статтях про фотонні вітрила розглянуто міжзоряні подорожі, існує кілька пропозицій щодо їх використання в межах Сонячної системи.

## Вимоги для пілотованих міжпланетних подорожей

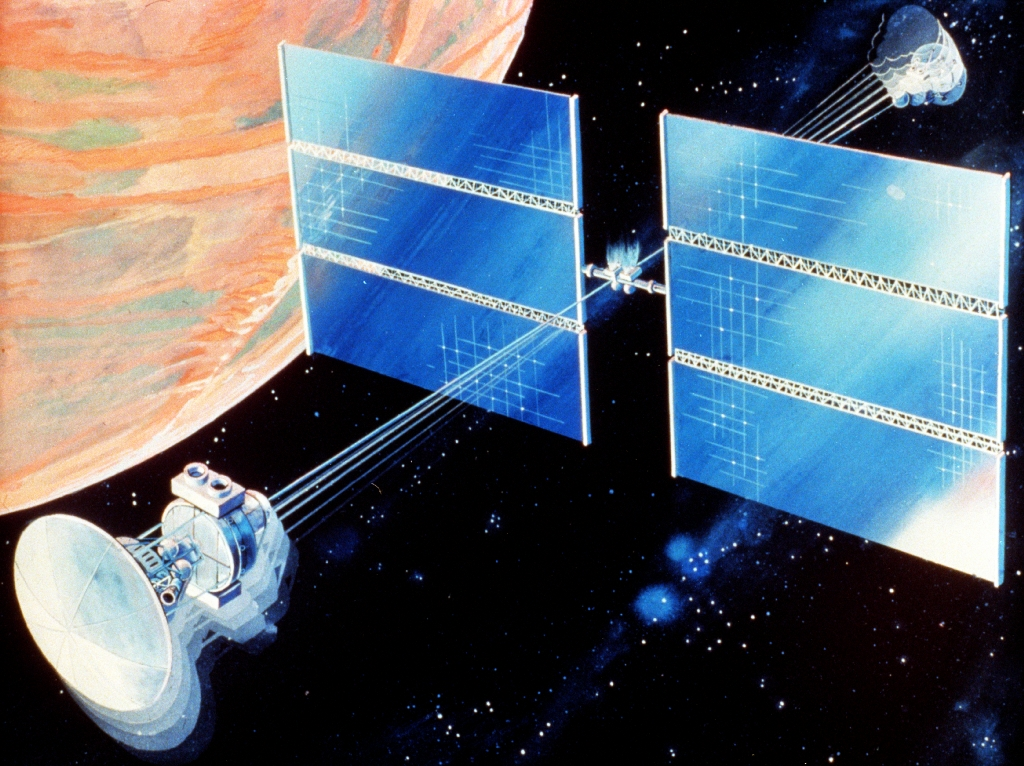
У баченні художника космічний корабель забезпечує Штучна гравітація завдяки власному обертанню (1989)

### Життєзабезпечення
Системи життєзабезпечення міжпланетного корабля повинні мати можливість підтримувати життя пасажирів протягом багатьох тижнів, місяців або навіть кількох років. Потрібна стабільна, придатна для дихання атмосфера з тиском не нижче 35 кПа (5,1 psi), яка завжди містить достатню кількість кисню, азоту і контрольована за рівнями вуглекислого газу, залишкових газів, водяної пари та забруднень.
У жовтні 2015 року Офіс головного інспектора НАСА опублікував звіт про небезпеки для здоров'я, пов'язані з пілотованими космічними польотами, зокрема, у пілотованій місії на Марс.

### Радіація
Як тільки транспортний засіб залишить навколоземну орбіту та захисну земну магнітосферу, він пройде через радіаційний пояс Ван Аллена, ділянку з високим рівнем радіації. Потім триватиме переліт у міжпланетному середовищі з високим фоном космічних променів високої енергії, які становлять загрозу здоров'ю, галактичним випромінюванням, що породжується вибухами наднових, пульсарами, квазарами та іншими космічними джерелами. Це може підвищувати небезпеку для життя людини та ускладнювати розмноження після кількох років польоту. Навіть порівняно невисокі дози радіації можуть викликати незворотні зміни в клітинах мозку людини.
Триває пошук методів зниження ризику радіаційно-індукованого раку в рамках підготовки до можливої пілотованої місії на Марс. Як один із варіантів розглядають систему життєзабезпечення, у якій у питній воді для екіпажу знижується вміст дейтерію (стабільного ізотопу водню). Попередні дослідження показали, що вода, збіднена дейтерієм може мати низку протиракових ефектів і дещо знизити потенційні ризики раку, спричиненого високим радіаційним опроміненням марсіанського екіпажу.
Погано передбачувані корональні викиди маси від Сонця дуже небезпечні для перельотів, оскільки створюють високі рівні радіації, близькі до летального рівня за невеликий термін. Для їх ослаблення знадобляться масивні щити, що захищають екіпаж.
Земна атмосфера за своїми захисними від космічного випромінювання властивостями еквівалентна шару води завтовшки 10 метрів. Тому розміщення на міжпланетному космічному кораблі такого захисного екрана дуже збільшить його масу.
Є дані, що маса радіаційного захисту космічного міжпланетного корабля, яка відповідає вимогам радіаційної безпеки для персоналу наземних ядернотехнічних установок, за тривалості польоту 2—3 роки має становити тисячі тонн. Тому для захисту космонавтів (на навколоземних орбітах) використовують комплекс інженерно-технічних та медичних методів — зменшують висоту польоту станцій (хоча це потребує значного збільшення витрати палива через гальмування верхніми шарами атмосфери); використовують устаткування, запаси води, продуктів, палива, як екрани, тощо.

### Надійність
Будь-які серйозні збої космічного корабля під час перельоту, найпевніше, стануть смертельними для екіпажу. Навіть незначні поламки можуть призводити до небезпечних наслідків, якщо їх швидко не виправити, що може бути складно у відкритому космосі. Екіпаж місії Аполлон-13 зміг пережити вибух, спричинений несправним кисневим балоном (1970); проте екіпажі «Союзу-11» (1971 рік), космічних човників «Челленджер» (1986) та «Колумбія» (2003) загинули через несправність своїх космічних кораблів.

### Стартове вікно
Через особливості орбітальної механіки та астродинаміки, економні космічні перельоти до інших планет практично досяжні лише в певні інтервали часу, у разі деяких планет і траєкторій ці інтервали нетривалі і з'являються лише раз на кілька років. Поза подібними «вікнами» планети залишаються недоступними для людства з енергетичних причин (потрібні значно менш економні орбіти, більші кількості палива і потужніші двигуни). Це може обмежувати як частоту польотів, так і можливість запуску рятувальних місій.